# Hyperolius lamottei
Hyperolius lamottei là một loài ếch thuộc họ Hyperoliidae. Loài này có ở Bờ Biển Ngà, Guinea, Liberia, Senegal, Sierra Leone, và có thể cả Guinea-Bissau. Môi trường sống tự nhiên của chúng là rừng ẩm vùng đất thấp nhiệt đới hoặc cận nhiệt đới, xavan ẩm, đồng cỏ nhiệt đới hoặc cận nhiệt đới vùng ngập nước hoặc lụt theo mùa, đồng cỏ nhiệt đới hoặc cận nhiệt đới vùng đất cao, đầm nước, hồ nước ngọt có nước theo mùa, đầm nước ngọt có nước theo mùa, vườn nông thôn, và rừng trước đây suy thoái nghiêm trọng.